# 574635 Janossy
574635 Janossy este o planetă minoră (asteroid) din centura de asteroizi. A fost descoperită pe 6 septembrie 2010 la Piszkéstetői Obszervatórium⁠(d) de . 
Obiectul prezintă o orbită caracterizată de o semiaxă mare de 2,4150156985548 UAi, o excentricitate de 0,10958614551986, o înclinație de 4,7655517772929 ° în raport cu ecliptica.